# Andrés Barbé González
Andrés Augusto Barbé González, diplomático chileno es el actual Embajador de Chile en India. En su carrera diplomática ha ejercido funciones en las Embajadas de Chile en Argentina, Canadá, Ecuador, Colombia y Perú.

## Biografía
Barbé Gonzáles es Licenciado en Historia de la Universidad de Chile y egresado de la Academia Diplomática Andrés Bello. Sus estudios se dirigieron al Comercio e Inversiones en la Universidad de Carleton, Canadá, e Historia Africana en la Universidad de Nairobi, Kenia.
En el exterior, Barbé ha sido Encargado de Negocios en Kenia y ha ejercido funciones en las Embajadas de Chile en Argentina, Canadá, Ecuador, Colombia y Perú.
En la Cancillería se ha sido Director de Informática y Comunicaciones, Subdirector de la Dirección de Planificación y Jefe Departamento de Estudios en Dirección del Personal y Jefe de Cancillería en la Embajada de Chile en Argentina.